# Авангард (марксизм)
Авангард — термин, который используется в контексте марксистско-ленинского дискурса для обозначения «передовых частей отдельного класса или всего общества» — политически «прогрессивных» социальных групп (партий, организаций, классов), которые выступают опорой для коммунистической революции и коммунистических режимов. Термин происходит от фр. avant-garde — слова военной лексики, означающего передовой отряд.
По мнению Ильи Земцова, данное слово при употреблении его в пропагандистских текстах «призвано вызывать в сознании советских людей ассоциации с фронтом никогда не затухающих классовых битв, где пролетариат (и его авангард — коммунисты) вынужден сражаться с многочисленными врагами — внешними (мировая буржуазия и фашизм, правый и левый ревизионизм, троцкизм, маоизм, сионизм и т. д.) и внутренними (их тайные „агенты“, действующие в советском обществе)».
Концепция организации революционеров как авангарда рабочего класса, которая должна осуществить социалистическую революцию, ввести и поддерживать диктатуру пролетариата в его интересах и учить массы коммунизму, была развита Лениным в работе «Что делать?».
В СССР роль «авангарда» мирового пролетариата и всего «прогрессивного человечества» играла прежде всего Коммунистическая партия Советского Союза. Как считает Илья Земцов, такая идентификация играла роль фактора, утверждающего роль коммунистов как «политических и духовных наставников» народа. «Авангардом» объявлялся также советский рабочий класс, комсомол как «верный помощник партии». В более узком контексте социалистической экономики «авангардом» могли называться передовые предприятия, колхозы, бригады и т. д.
Илья Земцов отмечает, что авангардом могли быть объявлены любые социальные группы, если того требовали интересы пропаганды. В сфере международных отношений, например, так обозначались любые партии и движения, имеющие просоветскую ориентацию. При этом если в результате изменения политической конъюнктуры организация выходила из-под влияния властей СССР, она утрачивала статус «авангарда». В качестве примеров того, как объявление того или иного движения «авангардом» зависело от политической конъюнктуры, Земцов приводит обозначение как «авангарда арабских народов» иракской баасистской партии, а не Иракской коммунистической партии. Однако после изменения конъюнктуры ситуация изменилась на диаметрально противоположную: после XXVI съезда КПСС в 1980 году уже коммунистическая партия Ирака стала «авангардом», а сменившая геополитическую ориентацию баасистская партия перестала им быть.